# Arrondissement de Guntzbourg
L'arrondissement de Guntzbourg est un arrondissement  ("Landkreis" en allemand) de Bavière   (Allemagne) situé dans le district ("Regierungsbezirk" en allemand) de Souabe. 
Son chef lieu est Guntzbourg.

## Villes, communes & communautés d'administration
(nombre d'habitants en 31 décembre 2009)
| Städte 1. Burgau (9 254) 2. Guntzbourg (19 556) 3. Ichenhausen (8 394) 4. Krumbach (12 531) 5. Leipheim (6 653) 6. Thannhausen (5 979) Märkte 1. Burtenbach (3 239) 2. Jettingen-Scheppach (6 669) 3. Münsterhausen (1 989) 4. Neuburg an der Kammel (3 132) 5. Offingen (4 122) 6. Waldstetten (1 209) 7. Ziemetshausen (2 917) Gemeindefreie Gebiete (3,26 km²) 1. Ebershauser-Nattenhauser Wald (2,10 km²) 2. Winzerwald (1,16 km²) | Gemeinden 1. Aichen (1 158) 2. Aletshausen (1 092) 3. Balzhausen (1 191) 4. Bibertal (4 716) 5. Breitenthal (1 221) 6. Bubesheim (1 465) 7. Deisenhausen (1 522) 8. Dürrlauingen (1 671) 9. Ebershausen (608) 10. Ellzee (1 130) 11. Gundremmingen (1 528) 12. Haldenwang (1 852) 13. Kammeltal (3 375) 14. Kötz (3 177) 15. Landensberg (659) 16. Rettenbach (1 608) 17. Röfingen (1 104) 18. Ursberg (3 385) 19. Waltenhausen (705) 20. Wiesenbach (1 000) 21. Winterbach (808) | Verwaltungsgemeinschaften 1. Haldenwang (Communes Dürrlauingen, Haldenwang, Landensberg, Röfingen et Winterbach) 2. Ichenhausen (Ville d'Ichenhausen, Markt Waldstetten et commune Ellzee) 3. Kötz (Communes Bubesheim et Kötz) 4. Krumbach (Schwaben) (Communes Aletshausen, Breitenthal, Deisenhausen, Ebershausen, Waltenhausen et Wiesenbach) 5. Offingen (Markt Offingen et communes Gundremmingen et Rettenbach) 6. Thannhausen (Vile de Thannhausen, Markt Münsterhausen et commune Balzhausen) 7. Ziemetshausen (Markt Ziemetshausen et commune Aichen) |